# 8e Leger (Verenigd Koninkrijk)

Insigne van het Britse 8e Leger

Het Britse Achtste leger (Engels: Eighth Army) is een van de bekendste legerformaties van de British Army tijdens de Tweede Wereldoorlog. Het vocht mee tijdens de Noord-Afrikaanse Veldtocht en de Italiaanse Veldtocht.

## Organisatie
Het Achtste Leger werd in september 1941 vanuit de Western Desert Force gevormd en kwam onder bevel te staan van luitenant-generaal Sir Alan Cunningham. 
Bij de oprichting van het Achtste Leger bestond het uit twee korpsen: het 30e Legerkorps onder luitenant-generaal Charles Norrie en het 13e Legerkorps onder luitenant-generaal Alfred Reade Godwin-Austen. XXX Corps bestond uit het Britse 7e Pantserdivisie (onder bevel van generaal-majoor William Gott), de Zuid-Afrikaanse 1e Infanteriedivisie (onder bevel van generaal-majoor George Brink) en de 22e Guards Brigade. Het 13e Legerkorps bestond uit de 4e Indische Infanteriedivisie (onder bevel van generaal-majoor Frank Messervy), de 2e Nieuw-Zeelandse Divisie (onder bevel van generaal-majoor Bernard Freyberg) en de 1e Leger Tank Brigade. Het Achtste Leger bevatten ook de Tobroek garnizoen (de Britse 70e Infanteriedivisie, onder generaal-majoor Ronald Scobie) en de Poolse Onafhankelijke Karpatenbrigade. In reserve had het Achtste Leger de Zuid-Afrikaanse 2e Infanteriedivisie waardoor het totaal op zeven divisies kwam. 
Tegen de tijd dat het leger betrokken was bij de Tweede Slag bij El Alamein had het al de sterkte van 200.000 man in het totaal van 10 divisies en verschillende onafhankelijke brigades bereikt. 

## Noord-Afrika
Het Achtste Leger ging op 27 november 1941 van start tijdens Operatie Crusader, de geallieerde operatie om de belegerde stad Tobroek te ontzetten.
Op 26 november verving de opperbevelhebber van Middle East Command generaal Claude Auchinleck Alan Cunningham als bevelhebber met generaal-majoor Neil Ritchie. Dit kwam dat er onenigheden waren tussen Auchinleck en Cunningham. Ondanks het behalen van enkele tactische successen was Erwin Rommel gedwongen Tobroek op te geven en werd eind 1941 teruggedrongen naar El Agheila. In februari 1942 hergroepeerde Rommel zijn troepen en drukte het uitgeputte Achtste Leger terug over de Gazala Linie. Beide partijen gebruikten de periode om hun zich te versterken maar Rommel was het snelst en dwong het Achtste Leger zich van de Gazala-posities terug te trekken.
Ritchie was ongeschikt om Rommel tegen te houden en werd vervangen door Auchinleck die het bevel zelf wilde voeren. Rommel werd uiteindelijk gestopt door Auchinleck tijdens de Eerste Slag bij El Alamein. Auchinleck gebruikte de rust die volgde om te hergroeperen en het Achtste Leger werd uitgebreid om Rommel een halt toe te roepen. Auchinleck werd echter in augustus 1942 vervangen als opperbevelhebber van Middle East Command door generaal Harold Alexander en als bevelhebber van het Achtste Leger door luitenant-generaal William Gott. Gott kwam om tijdens een vliegtuigongeluk en hij werd opgevolgd door luitenant-generaal Bernard Montgomery. Alexander en Montgomery voegde het 10e Legerkorps als een achtervolgingseenheid toe aan de bestaande korpsen 13e Legerkorps en 30e Legerkorps. 
Aan het begin van november 1942 versloeg het Achtste Leger tijdens de Tweede Slag bij El Alamein Rommel, wisten de asmogendheden via Libië terug te drijven en wisten in februari 1943 de Mareth Linie aan de Tunesische grens te bereiken. Het Achtste Leger kwam daar onder controle te staan van de 18e Legergroep. Het Achtste Leger wist in maart 1943 de Mareth Linie samen met het Britse Eerste Leger te doorbreken. Het Eerste Leger maakte deel uit van de 18e Legergroep. De asmogendheden gaven zich in mei 1943 over in Noord-Afrika.

## Italië
Het Achtste Leger nam volgens deel aan de Italiaanse Veldtocht en nam als eerste deel aan de Operatie Husky, de invasie van Sicilië door het Achtste Leger en de Amerikaanse Zevende Leger. Tijdens de geallieerde invasie van Italië landden delen van het Achtste Leger tijdens Operatie Baytown in de laars van Italië en in Tarente tijdens Operatie Slapstick. Nadat hun linkerflank contact had gemaakt met de Amerikaanse Vijfde Leger die landde bij Salerno. Het Achtste Leger ging daarna door met zijn opmars op de oostelijke flank.
Aan het einde van 1943 werd Montgomery overgeplaatst naar Groot-Brittannië om zich voor te bereiden op Operatie Overlord. Hij werd als bevelhebber van het Achtste Leger opgevolgd door luitenant-generaal Oliver Leese.
Daarna volgde drie mislukte pogingen van het Amerikaanse Vijfde Leger om begin 1944 de Gustav-linie te doorbreken, het Achtste Leger rukte op via de Adriatische kust. In april 1944 werden alle troepen van het Achtste Leger met uitzondering van het 5e Legerkorps om aan de westkant van de Apennijnen samen met het Amerikaanse Vijfde Leger te vechten om de weg vrij te maken op naar Rome op te rukken. De vierde Slag om Monte Cassino was succesvol en hierdoor wisten het Achtste Leger naar Centraal-Italië op te rukken en het Amerikaanse Vijfde Leger wisten in juni 1944 Rome binnen te rukken. 
Na de inname van Rome rukte het Achtste Leger door Centraal-Italië noordwaarts op om Florence in te nemen. Aan het einde van de zomer liep het Achtste Leger vast bij de Gotische Linie. Het Achtste Leger keerde terug naar de Adriatische kust en wisten daar de Gotische Linie te doorbreken, maar de geallieerden wisten niet de Po-delta over te steken vanwege de inval van de winter. In oktober 1944 werd Leese vervangen door luitenant-generaal Sir Richard McCreery.
Het Lenteoffensief van 1945 waren weer de eerste gevechten van het Achtste Leger. Goed samenerwerkend met het Amerikaanse Vijfde Leger die op de linkerflank vocht wisten ze in april 1945 grote delen van de Duitse Legergroep C die Bologna verdedigde af te snijden en te vernietigen. Ze wisten daarna snel op te rukken door Noordoost-Italië richting Oostenrijk. Op 2 mei 1945 wist de 2e Nieuw-Zeelandse Divisie Triëst te bevrijden en op dezelfde dag rukte het Joegoslavische Vierde Leger de stad in.

## Bevelhebbers van het Achtste Leger 1941-45
- Alan Cunningham: 9 september – 26 november 1941
- Neil Ritchie: 26 november 1941 – 25 juni 1942
- Claude Auchinleck: 25 juni – 13 augustus 1942
- Bernard Montgomery: 13 augustus 1942 – 31 december 1943
- Oliver Leese: 31 december 1943 – 1 oktober 1944
- Richard McCreery: 1 oktober 1944 – juli 1945